# Diplacodes pumila
Diplacodes pumila is een libellensoort uit de familie van de korenbouten (Libellulidae), onderorde echte libellen (Anisoptera).
De soort staat op de Rode Lijst van de IUCN als niet bedreigd, beoordelingsjaar 2009.
De wetenschappelijke naam Diplacodes pumila is voor het eerst geldig gepubliceerd in 2006 door Dijkstra.